# Sead Šehović
Sead Šehović (in montenegrino Ceaд Шеховић; Bijelo Polje, 22 agosto 1989) è un cestista montenegrino; ha un fratello maggiore, Suad, anch'egli cestista.

## Carriera
Con il Montenegro ha disputato i Campionati europei del 2013 e i Campionati mondiali del 2019.

## Palmarès
- Campionato montenegrino: 6

Budućnost: 2007-08, 2008-09, 2009-10, 2010-11, 2015-16, 2016-17, 2018-19
- Campionato macedone: 1

MZT Skopje: 2014-15
- Coppa del Montenegro: 8

Budućnost: 2008, 2009, 2010, 2011, 2016, 2017, 2018, 2019
- Lega Adriatica: 1

Budućnost: 2017-18